# La Promenade ou Mère et Enfants

La Promenade (également connu sous le nom de Mère et Enfants) est une peinture impressionniste d'Auguste Renoir conservée dans la Frick Collection de New York. Bien que le tableau soit plus connu sous le nom de Mère et Enfants, Renoir l'a présenté sous le titre La Promenade en 1876. Renoir s'est servi d'Henriette Grossin comme modèle pour la mère. Le tableau est exposé dans une alcôve sous un escalier dans la collection Frick.